# Lista do Patrimônio Mundial no Vaticano
A Organização das Nações Unidas para a Educação, a Ciência e a Cultura (UNESCO) propôs um plano de proteção aos bens culturais do mundo, através do Comité sobre a Proteção do Património Mundial Cultural e Natural, aprovado em 1972. Esta é uma lista do Patrimônio Mundial existente no Vaticano, especificamente classificada pela UNESCO e elaborada de acordo com dez principais critérios cujos pontos são julgados por especialistas na área. A Cidade do Vaticano, um enclave situado dentro da capital italiana de Roma, aderiu à convenção em 7 de outubro de 1982, tornando seus locais históricos elegíveis para inclusão na lista.
A Cidade do Vaticano goza de status único dentro do Sistema das Nações Unidas, sendo um enclave, o o menor país soberano do mundo e sede mundial e histórica da Igreja Católica. A Santa Sé, entidade que representa o país em termos de direito internacional, figura como um Membro-Observador das Nações Unidas com direito, portanto, de aceder à todos os programas e parcerias iniciadas pela organização tanto quanto um Estado-membro pleno.

## Bens culturais e naturais
A Cidade do Vaticano conta atualmente com os seguintes lugares declarados como Patrimônio da Humanidade pela UNESCO:
| | Centro Histórico de Roma, Propriedades da Santa Sé e Basílica de São Paulo Extramuros |
| Bem cultural inscrito em 1980, estendido em 1990. |                                                                                       |
| Localização: Cidade do Vaticano / Lazio |                                                                                       |
| Este bem é compartilhado com: Itália. |                                                                                       |
| Fundada por Rômulo e Remo em 753 a.C. segundo a lenda, Roma foi originalmente a capital da República Romana e do Império e, a partir do século IV, a da esfera cristã. O Patrimônio Mundial, expandido em 1990 para os muros do VIII urbano, compreende alguns dos principais monumentos da antiguidade, como os fóruns, os mausoléus de Augusto e Adriano, as colunas de Trajano e Marco Aurélio e o Panteão, bem como os edifícios públicos e religiosos de Roma papal. (UNESCO/BPI) |                                                                                       |
| Locais incluídos: |                                                                                       |

| | Cidade do Vaticano |
| Bem cultural inscrito em 1984. |                    |
| Localização: Cidade do Vaticano |                    |
| Local sagrado da Cristandade, a Cidade do Vaticano é testemunho de uma grande história e uma grande empreitada espiritual. O território deste minúsculo Estado abriga uma gama gigante de obras de arte excepcionais. Em seu centro se ergue a grande Basílica edificada sobre a tumba do apóstolo São Pedro, precedida por uma grande praça circular com colunatas duplas e rodeada de palácios e jardins. Conceitada como o maior edifício religioso do mundo, este templo é obra do gênio artístico de Bramante, Rafael, Michelangelo, Bernini e Maderna. (UNESCO/BPI) |                    |

## Lista Indicativa
Em adição aos sítios inscritos na Lista do Patrimônio Mundial, os Estados-membros podem manter uma lista de sítios que pretendam nomear para a Lista de Patrimônio Mundial, sendo somente aceitas as candidaturas de locais que já constarem desta lista. Desde 1984, o Vaticano não possui locais na sua Lista Indicativa.